# Jennifer Brandt
Jennifer Brandt  (* 2. August 1978) ist eine ehemalige deutsche Fußballspielerin.

## Karriere
Brandt gehörte von 1997 bis 1999, in den ersten beiden Saisonen der eingleisigen Bundesliga, dem FC Eintracht Rheine an, der sich in der laufenden Saison am 10. März 1998 als eigenständiger Verein fortan FFC Heike Rheine nannte.
In ihrer ersten Saison bestritt sie 17 Punktspiele, beginnend mit dem 2:0-Sieg im Heimspiel gegen den TuS Niederkirchen zum Saisonstart am 17. August 1997. Zwei Wochen später gehörte sie der Mannschaft an, die im heimischen Jahnstadion das Spiel um den DFB-Supercup gegen Grün-Weiß Brauweiler zu bestreiten hatte. Bei dem durch Carmen Holinka in der 81. Minute erzielten 1:0-Siegtreffer für die Pulheimerinnen, wurde sie (Brandt) in der 58. Minute für Nicole Werner eingewechselt.
Ihr erstes Bundesligator erzielte sie am 7. Juni 1998 (22. Spieltag) zum Saisonausklang beim 4:0-Sieg im Heimspiel gegen den SC 07 Bad Neuenahr mit dem Treffer zum 3:0 in der 49. Minute. In der Folgesaison, ihrer letzten, wurde sie am 1., 2., 4., 5. und 7. Spieltag in fünf Punktspielen eingesetzt.

## Erfolge
- DFB-Pokal-Finalist 1997 (ohne Einsatz)
- DFB-Supercup-Finalist 1997